# Zabłudów (gemeente)
De gemeente Zabłudów is een stad- en landgemeente in het Poolse woiwodschap Podlachië, in powiat Białostocki.
De zetel van de gemeente is in Zabłudów.
Op 31 december 2006, telde de gemeente 8.448 inwoners.

## Oppervlakte gegevens
In 2002 bedroeg de totale oppervlakte van gemeente Zabłudów 348,14 km², waarvan:
- agrarisch gebied: 62%
- bossen: 31%

De gemeente beslaat 11,66% van de totale oppervlakte van de powiat.

## Demografie
Stand op 30 juni 2004:
| Omschrijving                   | Totaal | Totaal | Vrouwen | Vrouwen | Mannen | Mannen |
| ------------------------------ | ------ | ------ | ------- | ------- | ------ | ------ |
| eenheid                        | aantal | %      | aantal  | %       | aantal | %      |
| inwoners                       | 11 889 | 100    | 5913    | 49,7    | 5976   | 50,3   |
| bevolkingsdichtheid (inw./km²) | 34,2   | 34,2   | 17      | 17      | 17,2   | 17,2   |

In 2002 bedroeg het gemiddelde inkomen per inwoner 1288,99 zł.

## Administratieve plaatsen (sołectwo)
Aleksicze, Bobrowa, Ciełuszki, Dawidowicze, Dobrzyniówka, Folwarki Małe, Folwarki Tylwickie, Folwarki Wielkie, Gnieciuki, Halickie, Kamionka, Kaniuki, Kołpaki, Kowalowce, Koźliki, Krasne, Krynickie, Kucharówka, Kudrycze, Kuriany, Laszki, Łubniki, Małynka, Miniewicze, Nowosady, Ochremowicze, Olszanka, Ostrówki, Pasynki, Pawły, Płoskie, Protasy, Rafałówka, Ryboły, Rzepniki, Sieśki, Skrybicze, Solniki, Tatarowce, Zacisze, Zagruszany, Zajezierce, Zwierki, Żuki, Żywkowo.

## Overige plaatsen
Bogdaniec, Borowiki, Borsukowizna, Dojlidy-Kolonia, Józefówo, Kościukówka, Łukiany, Rudnica, Słomianka, Teodorowo, Zabłudów-Kolonia, Zagórki.

## Aangrenzende gemeenten
Białystok, Bielsk Podlaski, Gródek, Juchnowiec Kościelny, Michałowo, Narew, Supraśl